# Radikala partiet (Ukraina)

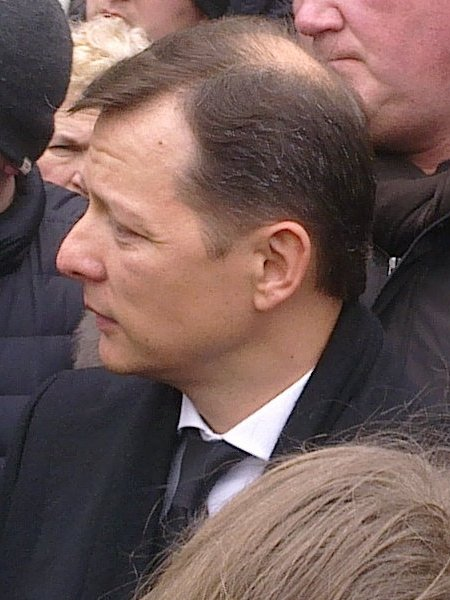
Partiets ledare och grundare Oleh Ljasjko.

Radikala partiet (ukrainska: Радикальна Партія, Radikal'na Partija) är ett ukrainskt politiskt parti. Det registrerades i september 2010. Dess officiella namn är "Oleh Ljasjkos radikala parti" (ukrainska: Радикальна Партія Олега Ляшка, Radikal'na Partija Oleha Ljasjka). Partiet anses ha en populistisk hållning.
Partiet vann en plats vid 2012 års ukrainska parlamentsval. Vid parlamentsvalet 2014 vann det 22 platser.